# Canadese vliegende eekhoorn
De Canadese vliegende eekhoorn (Glaucomys sabrinus)  is een zoogdier uit de familie van de eekhoorns (Sciuridae). De wetenschappelijke naam van de soort werd voor het eerst geldig gepubliceerd door Shaw in 1801.

## Voorkomen
De soort komt voor in Canada en de Verenigde Staten.